# Jean Joseph Jacotot

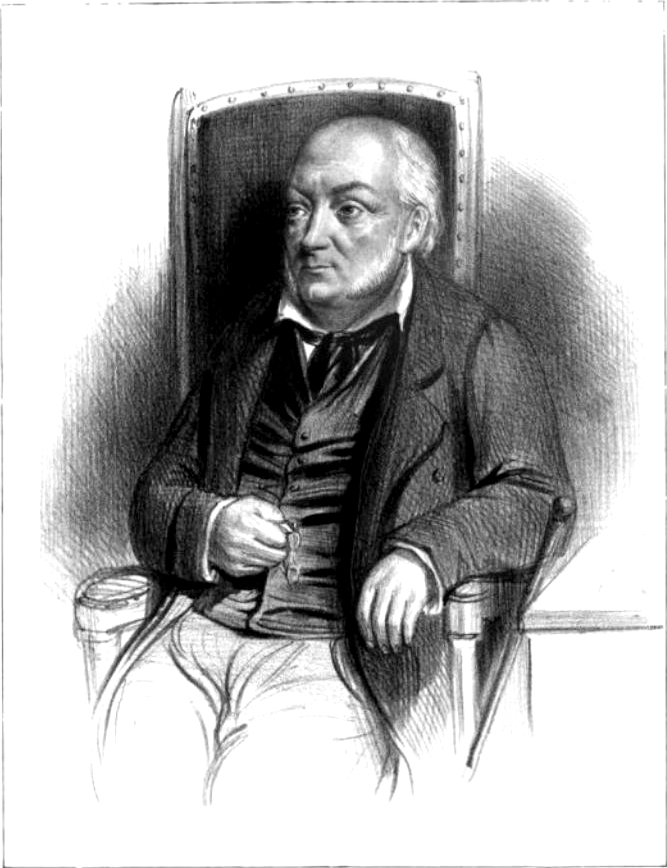
Jean Joseph Jacotot

Jean Joseph Jacotot (* 4. März 1770 in Dijon; † 30. Juli 1840 in Paris) war ein französischer Gelehrter und Begründer der nach ihm benannten Unterrichtsmethode.

## Leben
Jacotot studierte am Collège seiner Vaterstadt. Nach erfolgreichem Abschluss folgten vielerlei Berufe, welche er aber meist nur kurze Zeit ausübte; u. a. war er Rechtsanwalt, Professor der Humanitätswissenschaften, Kapitän der Artillerie, Sekretär im Kriegsministerium, stellvertretender Direktor und später Dozent für Mathematik einer École polytechnique und zuletzt Professor der französischen Sprache und Literatur an der Reichsuniversität Löwen.
1830 quittierte Jacotot sein Amt an der Universität in Löwen, kehrte nach Frankreich zurück und ließ sich in Paris nieder.

## Unterrichtsmethode
Seit 1818 trat Jacotot in Löwen mit seiner Methode des Universalunterrichts hervor, die viele Anhänger, besonders in Belgien, Frankreich und der Schweiz, aber auch gewichtige Gegner, namentlich in Deutschland (Alberti, Chr. Schwarz u. a.), fand.
Jacotot war durch Zufall zu seiner neuen Methode gelangt. Nicht des Niederländischen mächtig, hatte er an der Universität von Löwen Studenten zu unterrichten, die wiederum kein Französisch verstanden. Als brauchbare Brücke erwies sich eine zweisprachige Ausgabe des Telemach von François Fénelon. Die Studenten erwiesen sich als fähig, ohne weitere Erklärung durch das Studium des Textes und seiner Übersetzung das Funktionieren der französischen Sätze zu verstehen und über den Inhalt auf Französisch zu sprechen. Diese überraschende Erfahrung wurde zum Impuls für die Ausarbeitung seiner Methode und die Infragestellung grundlegender Annahmen der Pädagogik.

„Die Erklärung ist nicht nötig, um einer Verständnisunfähigkeit abzuhelfen. Diese Unfähigkeit ist im Gegenteil die strukturierende Fiktion der erklärenden Auffassung der Welt. Der Erklärende braucht den Unfähigen, nicht umgekehrt. Er ist es, der den Unfähigen als solchen schafft. Jemand etwas zu erklären, heißt ihm zuerst zu beweisen, dass er es nicht von sich aus verstehen kann.“

Jacotot ging von den Sätzen aus „Alle Menschen haben gleiche Intelligenz“ und „Alles ist in allem“. Er suchte das Ganze der menschlichen Intelligenz in jeder intellektuellen Erscheinung.
Die Annahme der intellektuellen Gleichheit wird von Jacotot selbst als Annahme gekennzeichnet. Er setzt sie nicht als neues Dogma der alten Doxa von der intellektuellen Ungleichheit entgegen, sondern zeigt, dass sie zu völlig anderen pädagogischen und politischen Konsequenzen führt.
Jacotots Methode erwies sich als sehr effektiv. Für Jacotot selbst ging es aber nicht darum, eine bessere Methode des Lesenlernens zu entwickeln, sondern darum, die Menschen intellektuell zu emanzipieren.

„Was das Volk verdummt, ist nicht sein Mangel an Unterweisung, sondern der Glaube an die Minderwertigkeit seiner Intelligenz.“

In der Rezeption wurde Jacotots Methode auf eine bloße Leselehrmethode reduziert und so um ihre kritische Pointe gebracht. In Deutschland fand die so reduzierte Methode Jacotots seit 1840 Eingang durch Karl Seltzsam in Breslau und später in etwas veränderter Gestalt (auf Normalwörter begründet) durch Johann Karl Christoph Vogel in Leipzig, der selbständig zu ähnlichen Grundsätzen wie Jacotot gelangt war.

## Werke (Auswahl)
In dieser veränderten Gestalt ist sie weit verbreitet unter dem Namen der Normalwörter-, Vogel-Böhmeschen oder Kehr-Schlimbachschen Methode. Jacotots Enseignement universel wurde mehrfach übersetzt, z. B. von Wilhelm Braubach (Der Universal-Unterricht, Marburg. 1830, mit Erläuterungen, repr. ISBN 978-3-11-130636-0), von J.P.Krieger (Universal-Unterricht oder Lernen und Lehren nach der Natur-Methode. Enthaltend: Jacotot's sämmtliche Schriften nebst den Zugaben zu den spätern Auflagen derselben, den Berichten von Kinker, Froussard, Boutmy, Baudouin etc., den Briefen des Herzogs von Levis, und andern die Grundsätze und Resultate der Methode erläuternden Belegen, Zweibrücken, 1833, G.Ritter) und in Auswahl von Göring (Wien 1883).